# Jean-Baptiste Louyer-Villermay
 (novembre 2020).
Si vous disposez d'ouvrages ou d'articles de référence ou si vous connaissez des sites web de qualité traitant du thème abordé ici, merci de compléter l'article en donnant les références utiles à sa vérifiabilité et en les liant à la section « Notes et références ».
Jean-Baptiste Louyer-Villermay (Rennes, 4 juin 1775 - Paris, 22 décembre 1837) est un médecin français.

## Éléments biographiques
Il est né à Rennes, vers 1776, où son père était avocat. Il se destina de bonne heure à la profession de médecin. Attaché dès 1794 à l’hôpital de Rennes, il y fut chargé malgré son extrême jeunesse, d’un service chirurgical. Parmi ses blessés se trouvaient de nombreux Vendéens, pris les armes à la main. Il favorisa leur évasion, non par conviction mais par compassion, car il connaissait leur sort à la sortie de l’hôpital. Il fut arrêté et emprisonné pour cela quelque temps à la prison de Rennes. Libéré, il se rendit à Paris en 1795 pour compléter ses études, en particulier auprès de Philippe Pinel, dont il devint l’un des élèves les plus brillants. Il soutint sa thèse de doctorat en médecine, Recherches historiques et médicales sur l’hypocondrie isolée, par l’observation et l’analyse de l’hystérie et de la mélancolie en 1802. Son contenu et son style lui valurent les suffrages publics de Pinel et les éloges de Jean Noël Hallé.  Sa thèse servit de base à son ouvrage majeur Traité des maladies nerveuses ou vapeurs, et particulièrement de l’hystérie et de l’hypocondrie qui connut deux éditions successives en 1816 puis 1832. Il prit un poste de médecin dans l’un des dispensaires de la Société philanthropique. Il devint membre de la Société médicale d’émulation, de celle de la Faculté, de l’Académie royale de médecine. Il fut enfin chevalier de la Légion d’Honneur. Les vingt dernières années de sa vie furent marquées par la maladie. Il était sujet à des accès de suffocation contre lesquels il luttait les nuits en restant assis, le front appuyé contre un support ou étendu sur un canapé, la tête penchée sur la poitrine. Malgré ses troubles du sommeil, il continuait ses recherches et son activité clinique. Il succomba d’un accident vasculaire cérébral à Paris le 24 décembre 1837.

## Publications
Outre les ouvrages déjà cités, Jean-Baptiste Louyer-Villermay a publié divers articles dans des revues, des dictionnaires ou des encyclopédies de médecine : 
- dans les Mémoires de la Société médicale d’Emulation – Considérations sur l’ictère ou la jaunisse, considérée comme une affection toujours symptomatique et jamais essentielle ; observation d’apoplexie gastrique ; Observation d’hémiplégie ;
- dans le Bulletin de la Faculté de Médecine de Paris et de la Société établie en son sein – Cas d’angine de poitrine ;
- dans le Dictionnaire des sciences médicales – articles Hypocondrie, Hystérie, Mémoire, Nymphomanie et Somnambulisme ;
- plusieurs articles enfin dans l’Encyclopédie méthodique et le recueil périodique de la Société de Médecine du département de la Seine.

## Sources
- Levot, P., 1837, Biographie bretonne. Recueil de notices sur tous les bretons qui se sont fait un nom. Vannes : Cauderan Paris : Dumoulin.
- Héral, O., 2009, Les aphasies avant l'aphasie - Jean-Baptiste Louyer-Villermay (1776 - 1837): dysmnésie partielle, amnésie partielle et troisième variété des maladies idiopathiques de la mémoire ou commutatio litterarum verbi (1819), L'Orthophoniste, 288, 19 - 26.